# Propyria normani
Propyria normani är en fjärilsart som beskrevs av William Schaus 1911. Propyria normani ingår i släktet Propyria och familjen björnspinnare. Inga underarter finns listade i Catalogue of Life.